# American Caesar
American Caesar è un album studio del 1993 di Iggy Pop.

## L'album
Questo è il decimo album di Iggy Pop come solista.
Il decimo brano, Beside You, è stato scritto da Steve Jones e l'ultima traccia, Louie Louie, da Richard Berry.

## Tracce
1. Character – 1:07
2. Wild America – 5:52
3. Mixin' The Colors – 4:49
4. Jealousy – 6:04
5. Hate – 6:56
6. It's Our Love – 4:09
7. Plastic And Concrete – 2:55
8. Fuckin' Alone – 4:56
9. Highway Song – 3:44
10. Beside You – 4:29
11. Sickness – 3:15
12. Boogie Boy – 4:53
13. Perforation Problems – 3:15
14. Social Life – 4:12
15. Louie Louie – 3:47
16. Caesar – 7:09

## Formazione

### Cast artistico
- Hal Cragin - basso
- Larry Mullins - percussioni
- Eric Schermerhorn - chitarra
- Malcolm Burn - chitarra
- Iggy Pop - chitarra
- Malcolm Burn - tastiere
- Malcolm Burn - armonica
- Iggy Pop - voce

### Cast tecnico
- Trina Shoemaker - arrangiamenti
- Greg Calbi - masterizzazione
- Malcolm Burn - mixaggio tracce 1, 2, 4, 6, 7, 8, 9, 10, 11, 12, 13, 14, 15
- Malcolm Burn - produzione
- Mark Howard - registrazione

### Autori
- Eric Schermerhorn - tracce 1, 2, 8, 16
- Iggy Pop - tracce 1, 2, 3, 4, 5, 6, 7, 8, 9, 10, 11, 12, 13, 14, 16